# Parornix dubitella
Parornix dubitella là một loài bướm đêm thuộc họ Gracillariidae. Nó được tìm thấy ở Hoa Kỳ (Pennsylvania và Maine).